# Chiesa di Nostra Signora del Santissimo Sacramento e dei Santi Martiri Canadesi
La chiesa di Nostra Signora del Santissimo Sacramento e dei Santi Martiri canadesi è un luogo di culto cattolico di Roma, nel quartiere Nomentano, in via Giovanni Battista de Rossi.

## Storia
La chiesa ha origine nel 1948 dalla decisione della Congregazione del Santissimo Sacramento di costruire un nuovo edificio come sede della propria curia generalizia a Roma nel terreno acquistato in via Giovanni Battista de Rossi. Il vicariato di Roma pose come condizione per l'approvazione del progetto la costruzione, all'interno del nuovo complesso dei religiosi del Santissimo Sacramento, di una chiesa aperta al pubblico eretta a parrocchia, per soddisfare i bisogni pastorali della zona circostante.
Un primo progetto presentato venne rifiutato, perché ritenuto non idoneo alle esigenze pastorali e non in linea con il luogo e l'ambiente in cui doveva essere costruita la chiesa. Nel marzo 1950 l'architetto Bruno Maria Apollonj Ghetti presentò un progetto che venne approvato dal Consiglio di Antichità e Belle Arti. I lavori di costruzione iniziarono subito dopo e terminarono nel 1955: il 14 giugno di quell'anno la chiesa fu inaugurata, ed eretta a parrocchia il 19 ottobre seguente con il decreto del cardinale vicario Clemente Micara Nominem quidam ed affidata alla Congregazione dei Sacerdoti del Santissimo Sacramento.
Nel frattempo, al titolo originale di "Nostra Signora del Santissimo Sacramento", fu aggiunto quello dei "Santi martiri canadesi" del XVII secolo, per farne la chiesa nazionale del Canada. Il cardinale Paul-Émile Léger la consacrò solennemente il 1º novembre 1962.
Essa è sede del titolo cardinalizio di “Nostra Signora del Santissimo Sacramento e Santi Martiri Canadesi”.
Nel 1968 la parrocchia di Nostra Signora del Santissimo Sacramento e Santi Martiri Canadesi ha visto nascere la prima comunità italiana del Cammino Neocatecumenale.

## Descrizione
(Dal sito della parrocchia)
Dal vano d'ingresso, una doppia rampa di scala conduce alla cripta sottostante, ove si trova il battistero. La chiesa presenta un ricco altare maggiore, con un ostensorio di Francesco Nagni, un baldacchino con rilievi e la Crocifissione di Angelo Biancini. L'edificio sacro è arricchito e illuminato da numerose vetrate, opera di Marcello Avenali e Giovanni Hajnal, con la raffigurazione di scene bibliche e simboli religiosi legati al tema dell'eucaristia. Di valore artistico anche i confessionali, realizzati dall'Hajnal, nelle cui porte sono inseriti dei vetri policromi di cristallo, con la raffigurazione di scene bibliche in relazione al sacramento della confessione.

## Polemiche
La chiesa sorge sul terreno di VIlla Maraini. Il grande ambientalista Antonio Cederna contestò le modalità con cui la chiesa fu costruita e la sua dimensione massiccia, incongrua con il contesto di villini:  
Ultimo lembo di Villa Massimo la villa ex Marini comprendeva un parco a grandi alberi, chiuso da un basso muro sulla via de Rossi, classificato come «parco privato» nel piano regolatore del 1931: gli abitanti delle case di fronte avevano una bella vista, ed erano andati ad abitare lì proprio per questo. Una notte del novembre 1952 un squadra di taglialegna entra nel parco e abbatte gli alberi: gli abitanti delle case di fronte si svegliano allarmati (per prontezza di intervento si segnala lo scrittore Mario Soldati), quindi protestano presso le varie autorità, ottengono la sospensione dei lavori che però riprendono.
La distruzione dell'ex parco Marini e la costruzione del «Tempio» canadese sono fatti illegali. Il Consiglio di Stato, il 16 dicembre 1955, accogliendo i ricorsi dei frontisti ha dimostrato che la nuova chiesa è sorta per violazione dell'articolo 6 delle «norme generali e prescrizioni tecniche» del piano regolatore del 1931 e per violazione e falsa applicazione dell'articolo 18 (ultimo comma) del Regolamento edilizio. Il Consiglio di Stato ha quindi annullato la licenza di costruzione rilasciata dal Comune ai «sacramentini» il 16 agosto 1952, ed ha insieme annullato, come illegittimo, l'ultimo comma dell'articolo 18 del Regolamento edilizio. Il «Tempio» resta. 
Da "Le ville Distrutte",  in I Vandali in Casa, Cederna - Erbani, 2014

## Galleria d'immagini

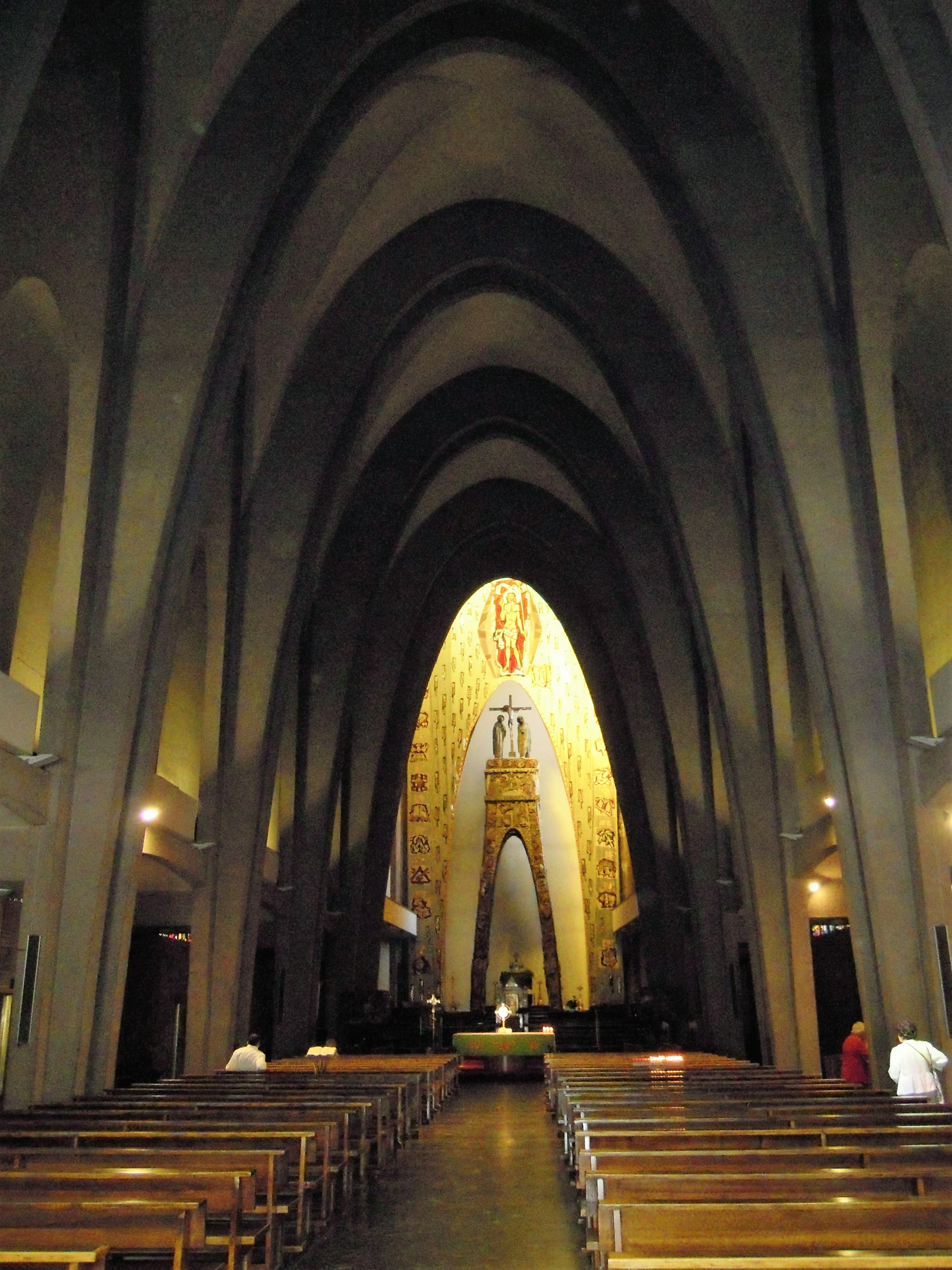
Interno
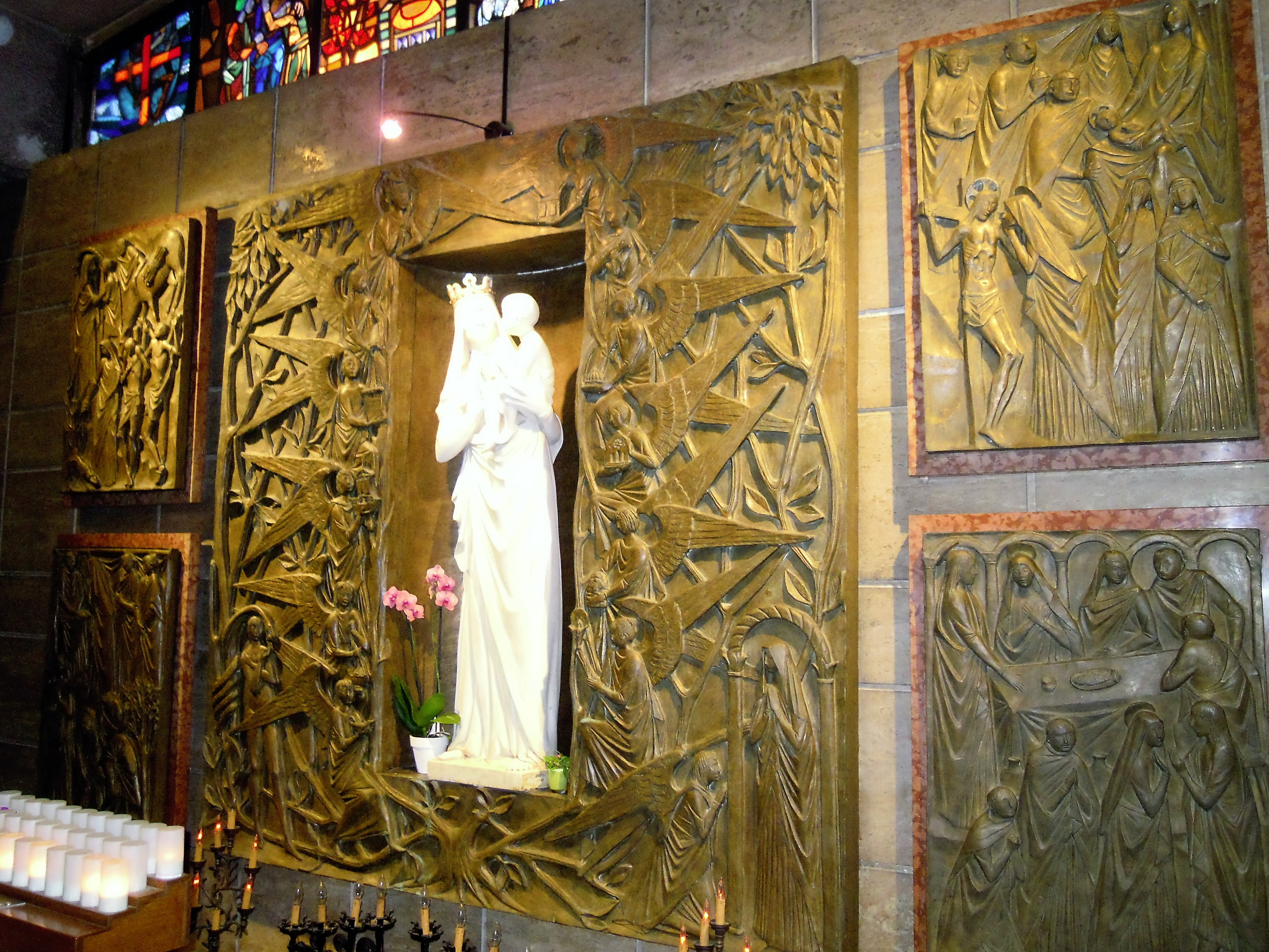
Interno - Monumento a Maria
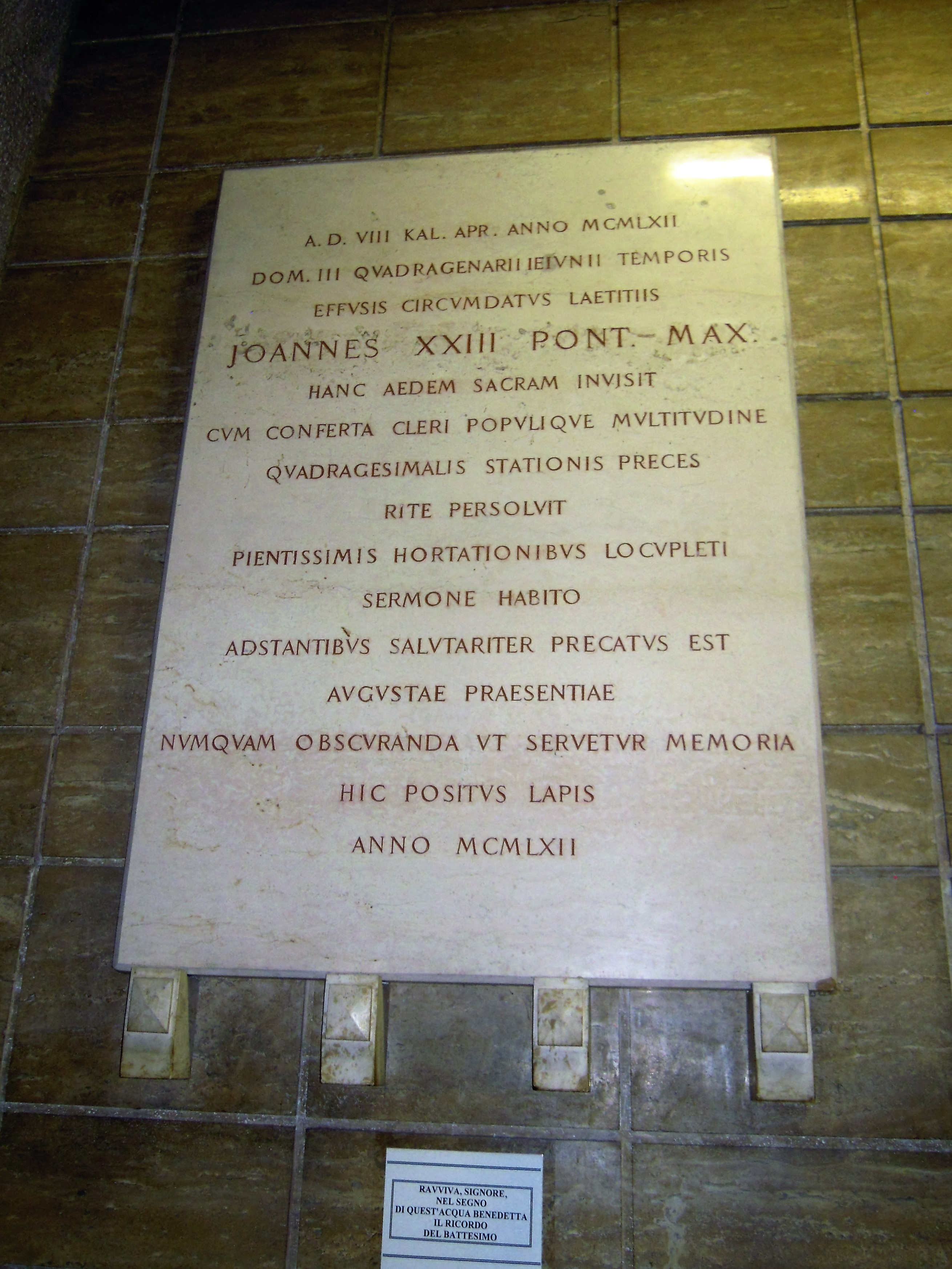
Lapide commemorativa di Giovanni XXIII (1962)
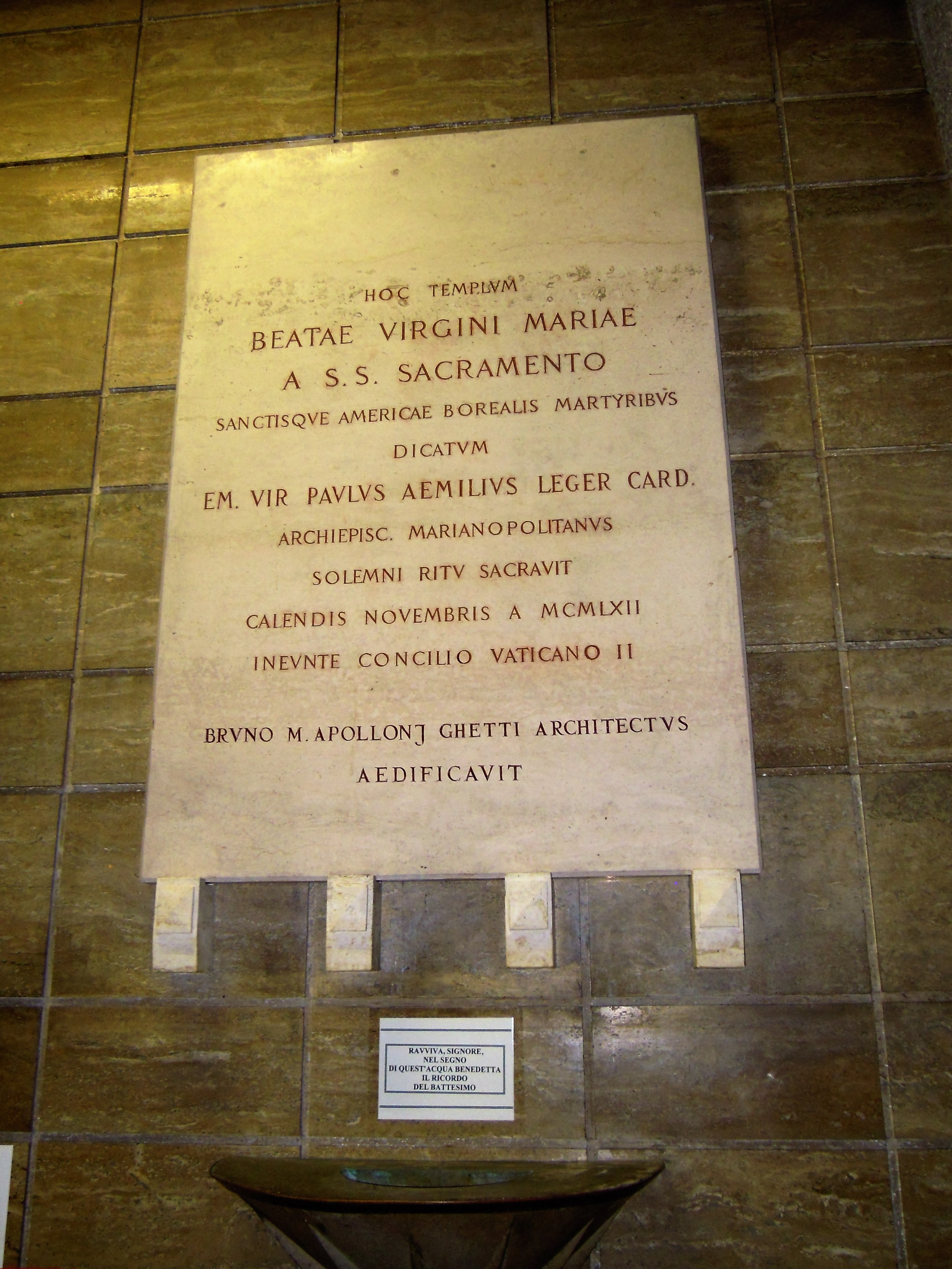
Lapide commemorativa della consacrazione della chiesa (1962)